# Huarina
Huarina es una localidad y municipio de Bolivia, ubicado en la provincia de Omasuyos al oeste del departamento de La Paz.
Se encuentra ubicado a 70 km de la ciudad de La Paz, capital del departamento, y se halla a 3.840 metros sobre el nivel del mar. Esta localidad altiplánica está asentada a orillas del lago Titicaca.
Según el censo nacional de 2012, el municipio de Huarina cuenta con una población de 7.948 habitantes.
Huarina es conocida por ser el pueblo natal del Gran Mariscal de Zepita, Andrés de Santa Cruz, presidente de Bolivia y Protector de la Confederación Perú-Boliviana.

## Historia
En este municipio se encuentra el Centro Piscícola de Tiquina, inaugurado en 1988 y cuya construcción y equipamiento estuvieron a cargo de la Agencia Japonesa de Cooperación Internacional (JICA). Huarina fue declarada como Cuarta Sección Municipal de la Provincia Omasuyos por Ley Nº3098 del 15 de julio de 2005 durante el gobierno de Eduardo Rodríguez Veltzé.

## Demografía
De acuerdo con el censo boliviano de 2024, la población del municipio de Huarina es de 8 657 habitantes.
La población del municipio aumentó ligeramente entre 1992 y 2024:
| Año  | Habitantes (municipio) | Habitantes (localidad) | Fuente |
| ---- | ---------------------- | ---------------------- | ------ |
| 1992 | 7 659                  | 1029                   | Censo  |
| 2001 | 7 626                  | 1308                   | Censo  |
| 2012 | 8 375                  | 1554                   | Censo  |
| 2024 | 8 657                  |                        | Censo  |

## Transporte
Huarina se encuentra a 70 kilómetros por carretera al noroeste de La Paz, la sede de gobierno de Bolivia.
Desde La Paz, la carretera nacional Ruta 2 conduce hacia el noroeste a través de El Alto hasta Huarina y de allí sigue hasta Copacabana y Khasani, en la frontera con Perú.